# (32954) 1996 GP20
1996 GP20 (asteroide 32954) é um asteroide da cintura principal. Possui uma excentricidade de 0.16484050 e uma inclinação de 7.25920º.
Este asteroide foi descoberto no dia 15 de abril de 1996, por Eric Walter Elst, em La Silla.